# Vịt chạy Ấn Độ

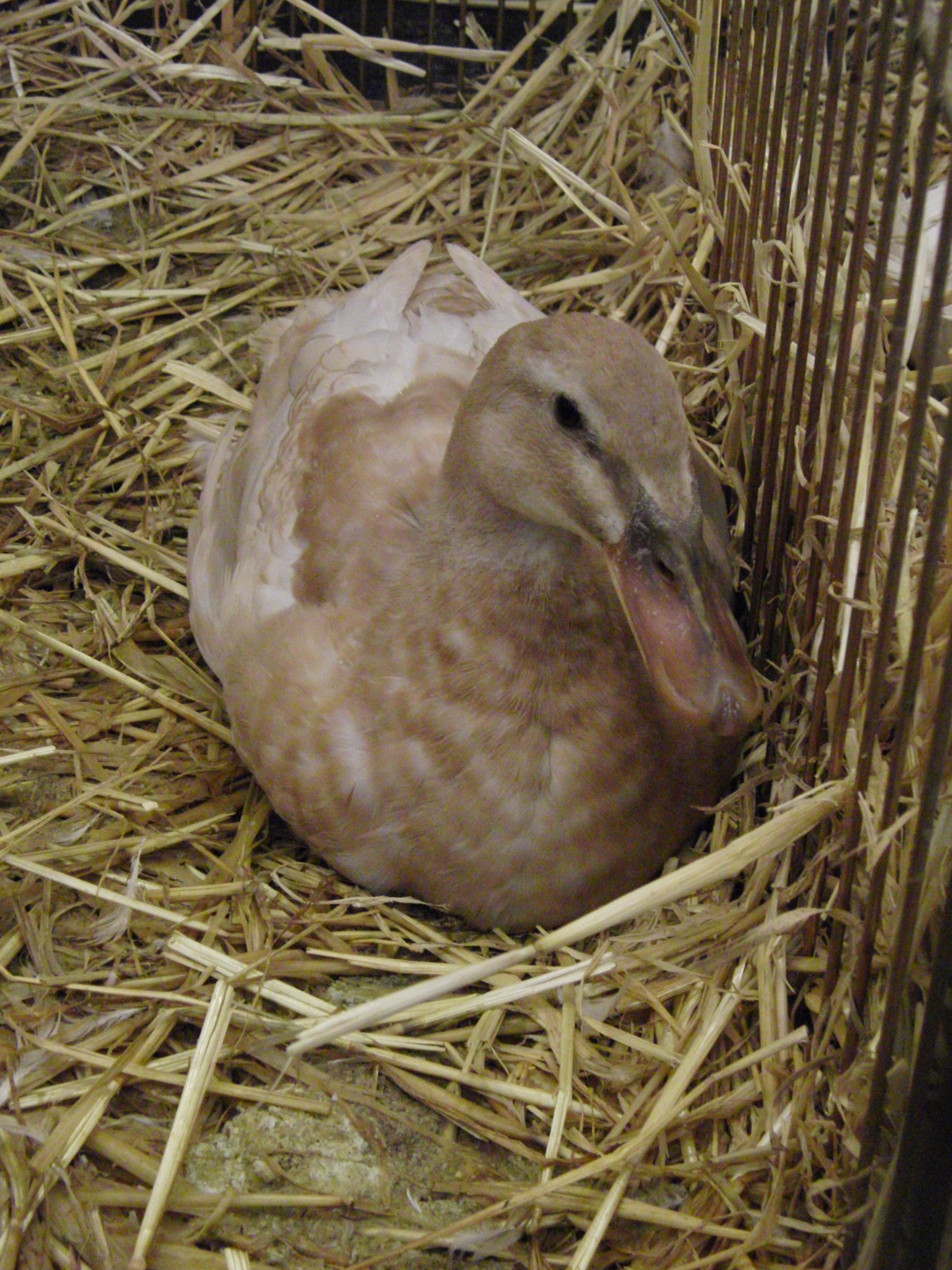
Một con vịt chạy Ấn Độ

Vịt Chạy Ấn Độ (tên thông dụng là Indian Runner duck hay Coureur Indien) Là giống vịt nhà có nguồn gốc ở miền đông Ấn Độ, chúng được du nhập sang Anh năm 1850, tại đó được cải tạo theo hướng chăn nuôi công nghiệp. Chúng có đặc trưng với dáng chạy như những con chim cánh cụt. Vịt này còn là giống nền để lai tạo nên Vịt Khaki Campbell.

## Đặc điểm
Vịt chạy có hình cái chai dựng đứng, chạy rất nhanh, linh hoạt, khả năng chạy đồng tốt, có thể nuôi tốt trên bãi, chúng khi chạy có dáng như những con chim cánh cụt và với kiểu chạy ngộ nghĩnh này chúng mới được gọ là vịt chạy. Màu lông trắng ngà hoặc màu da bò với ánh vàng. Bộ lông phát triển, ôm sát vào thân. Vịt chạy Ấn Độ đẻ sớm và năng suất trứng cao 180 – 200 trứng / năm, trứng thơm ngon. Khối lượng vịt trưởng thành 1,7 - 1, 8 kg. Giống vịt này đóng vai trò quan trọng trong việc tạo ra giống vịt siêu trứng hiện nay.
Ở Việt Nam có nhiều loại vịt nhưng hai loại vịt thường nuôi để lấy trứng là vịt cỏ và vịt chạy Ấn Độ (Coureur Indien). Vịt chạy Ấn Độ trứng lớn hơn, mỗi quả khoảng 70-80g. Trong quá trình phát triển từ trứng vịt thành trứng vịt lộn (bào thai vịt), một số chất bị tiêu hao biến đổi thành nhiều chất cần thiết cho sự tăng trưởng của bào thai vịt tạo nên giá trị bổ dưỡng của trứng.